# Głowica cylindra
Zasugerowano, aby zintegrować ten artykuł z artykułem Głowica silnika. Nie opisano powodu propozycji integracji.
Głowica cylindra – część w silniku spalinowym zamykająca cylinder, lub cylindry (głowica wspólna) silnika od strony denek tłoka (zwykle więc od góry, choć niekoniecznie - patrz silniki typu boxer, leżące, w układzie V, lub lotnicze - w układzie gwiazdy, odwróconego V itp), umożliwiając tym samym dokonanie sprężania czynnika roboczego (powietrza w silnikach o zapłonie samoczynnym, mieszanki paliwowo-powietrznej w większości silników o zapłonie iskrowym) w przestrzeni pomiędzy tłokiem a właśnie głowicą. Poza tą podstawową funkcją, głowica spełnia jeszcze kilka innych ważnych zadań, których zakres zależy od jej konstrukcji.
Droga rozwoju silników spalinowych doprowadziła do tego, że obecnie w większości silników spalinowych, stosuje się chłodzenie cieczą. Głowica, w obrębie której w każdym cyklu pracy cylindra dochodzi do zapłonu, jest elementem bardzo silnie obciążonym termicznie. Wskutek tego każda głowica chłodzonego cieczą silnika, posiada płaszcz wodny - czyli zamkniętą pomiędzy wewnętrznymi a zewnętrznymi ściankami przestrzeń, w której krąży ciecz chłodząca. 
Ponadto w głowicy znajduje się cała, bądź część komory spalania - czyli przestrzeni o ściśle określonej pojemności, w której w pozycji zwrotu zewnętrznego tłoka sprężany i zapalany jest ładunek cylindra. Objętość tej przestrzeni odniesiona do pojemności całego cylindra w zwrocie wewnętrznym tłoka, wraz z nią, zwana jest stopniem sprężania, który jest jednym z ważniejszych parametrów konstrukcyjnych silnika.
W przestrzeń komory spalania wkręcona jest świeca zapłonowa (dla silników o zapłonie iskrowym), lub wtryskiwacz (dla silników o zapłonie samoczynnym, oraz o zapłonie iskrowym z bezpośrednim wtryskiem paliwa lekkiego)
Współczesne głowice posiadają (dotyczy niemal wyłącznie silników czterosuwowych) wbudowane w komorę (komory) spalania elementy układu rozrządu silnika, składające się z zaworów ssących i wydechowych, po minimum jednym na każdy cylinder, wraz z zamykającymi je sprężynami zaworowymi. W nowoczesnych silnikach samochodowych niemal wyłącznie stosuje się napęd zaworów również umieszczony w głowicy, z uwagi na mniejszy hałas i mniejszą, dzięki bardziej zwartej budowie - masę układu rozrządu, która pozwala zwiększać szybkobieżność silnika. W głowicy takich silników odnajdziemy więc również napędzające zawory popychacze, a także wałek, lub wałki rozrządu, wymuszające za pomocą krzywek pracę zaworów za pośrednictwem popychaczy.
Na koniec należy wspomnieć o bardzo ważnej funkcji głowicy silnika: Jest ona elementem istotnie wpływającym na sztywność korpusu silnika, w związku z czym jej konstrukcja zawsze determinowana jest przez ten właśnie czynnik. Sztywność bowiem jest jedną z najważniejszych cech silnika w funkcji jego trwałości, a także możliwie najmniejszej głośności pracy.